# 大日本帝国憲法第27条
大日本帝国憲法第27条（だいにほん/だいにっぽん ていこくけんぽう だい27じょう）は、大日本帝国憲法第2章にある。

## 現代風の表記
1. 日本臣民は、その所有権を侵されることはない。
2. 公益のために必要な処分は、法律の定めるところによる。